# Хомячок Роборовского
Хомячок Роборовского (лат. Phodopus roborovskii) — вид мохноногих хомячков.
Обитает в Монголии, прилегающих районах Китая и России. Вид назван в честь русского натуралиста В. И. Роборовского (1856—1910).

## Описание
Один из самых маленьких видов семейства хомяковых. Взрослые особи достигают в длину 4— 5 см и весят примерно 20–30 граммов. Голова и спина песочно-золотого цвета, живот белый. Над глазами присутствуют светлые пятна.
Обитают в песчаной местности в неглубоких песочных норках с 1—2 ходами. Активны в сумерки и ночью. Размножаются в период с мая по сентябрь. Самка способна принести 3—4 помета за сезон. В одном помете может быть от 3 до 9 детёнышей. Самка становится половозрелой в возрасте 3—4 недель, но успешное размножение, как правило, начинается с 4-5 месяцев. Беременность длится 19—22 дня. Детеныши становятся самостоятельными через 4 недели после рождения.